# Emmanuel Defert
Pour les articles homonymes, voir Defert.
Emmanuel Louis Léger Defert, né le 3 septembre 1878 à Lys et mort le 23 janvier 1972 à Nevers, est un graveur sur bois français.

## Biographie
Élève d'Édouard Léon, sociétaire du Salon des artistes français, il y obtient une mention honorable en 1924 et y expose en 1929 les bois en couleur Laos (coin de village), L'Aube, Le Quai, Les Artisans et Nuit laotienne. 
Commis des Services civils au Laos, il étudie la civilisation locale et en promeut son art qui le fascine. Ces œuvres sont un témoignage de cette fascination. 

## Publications
- Chersonèse d'or : Indochine, 1925.
- Quinze estampes. Indochine, introduction de Henry Daguerches, 1926.